# Batfa, Ujhorod
Batfa (în ucraineană Батфа) este un sat în comuna Haloci din raionul Ujhorod, regiunea Transcarpatia, Ucraina.

## Demografie
Componența lingvistică a localității Batfa
     Maghiară (79,65%)
     Ucraineană (19,91%)
     Alte limbi (0,43%)
Conform recensământului din 2001, majoritatea populației localității Batfa era vorbitoare de maghiară (79,65%), existând în minoritate și vorbitori de ucraineană (19,91%).